# Eulmont
Eulmont település Franciaországban, Meurthe-et-Moselle megyében. Lakosainak száma 1116 fő (2022. január 1.). Eulmont Agincourt, Bouxières-aux-Chênes, Dommartemont, Dommartin-sous-Amance, Faulx, Lay-Saint-Christophe és Malzéville községekkel határos.

## Népesség
A település népességének változása:
| Lakosok száma | 604  | 722  | 909  | 991  | 980  | 1007 | 1080 | 1105 | 1109 | 1116 |
|               | 1968 | 1982 | 1990 | 2006 | 2013 | 2015 | 2017 | 2019 | 2020 | 2022 |